# بالرينغو
بالرينغو هو تطبيق قائم على بناء مجتمعات الدردشة والألعاب، متوفّر لنظامي التشغيل IOS وأندرويد. يتيح لك التطبيق إنشاء غرف دردشة والانضمام لها بناءً على الاهتمامات المشتركة، كما يتيح لك إرسال الرسائل الفورية، الصور، والرسائل الصوتية ضمن المحادثة.
تم إطلاق تطبيق بالرينغو في عام 2006 وهو أول تطبيق من نوعه، منذ إطلاق التطبيق تم إنشاء ما يقارب 80 مليون حساب من مختلف أنحاء العالم، وتوفير العديد من الألعاب ضمن أكثر من 380 ألف غرفة دردشة، التي يصل عدد الأعضاء في بعض منها إلى 2,500 عضو.
يقع مقر شركة بالرينغو ليميتيد الرئيسي في لندن- بريطانيا، ويوجد مكتب آخر في نيو كاسل - بريطانيا بالإضافة إلى مكتب في عمان - الاردن. 
أضاء التقرير المالي السنوي للشركة في شهر مارس من عام 2015 الأرباح التي حققتها الشركة في عام 2014 والتي وصلت إلى 14,000,000 مليون دولار، أي بما يعادل زيادة بنسبة 100% عن أرباح عام 2013 والتي وصلت إلى 7,000,000 ملايين دولار.
تم اختيار شركة بالرينغو ليميتيد لتحتل المركز السابع ضمن قائمة " The Sunday Times Hiscox Tech Track 100 " لعام 2015، بكونها إحدى أسرع 100 شركة من شركات التكنولوجيا نموًا في المملكة المتحدة. كما تم ترشيح شركة بالرينغو ليميتيد لجوائز " Meffys Awards " المرموقة لعام 2015 ضمن فئة «ابتكار نموذج الأعمال» وفئة «الترفيه الاجتماعي».

## تاريخ بالرينغو
تم تطوير تطبيق بالرينغو في نيوكاسل عام 2006 من قبل طالب هندسة يبلغ من العمر 21 عامًا يدعى مارتن روزنسكي، الذي قام بتطوير بالرينغو آن ذاك كوسيلة اتصال لشركة والده الهندسية لمساعدة المهندسين على حل المشاكل التي تواجههم في الميدان عند حدوثها. وفي أغسطس 2006 ساهمت شركة نورث ستار فينتشرز (بالإنجليزية:  Northstar Ventures) بمبلغ 650,000 جنيه استرليني للمساعدة في بناء قاعدة مستخدمين للتطبيق.
في عام 2010، أطلقت بالرينغو إصدارًا للتطبيق خاص للشركات، حيث يوفّر للشركة خاصية إنشاء غرف خاصة للتواصل. ومن أبرز الشركات التي استخدمت هذا الإصدار شركة سمارت لوجيك (بالإنجليزية: Smartlogic) وشركة ثري أم (بالإنجليزية: 3M).
في ما مضى، كان تطبيق بالرينغو متوفرًا أيضًا للهواتف المحمولة بأنظمة تشغيل أساسية قديمة حاليًا بما في ذلك أنظمة تشغيل ويندوز موبايل (بالإنجليزية: Windows Mobile)، سيمبيان (بالإنجليزية: Symbian OS)، وبلاك بيري (بالإنجليزية: BlackBerry OS).

## المزيد عن بالرينغو
في أغسطس 2012، بدأت بالرينغو بالابتعاد عن قطاع الشركات وقامت بتوسيع آفاقها وتوجيه تركيزها نحو المستخدمين الأفراد، حيث بدأ الأفراد بإنشاء غرف الدردشة بناءً على اهتماماتهم المشتركة، مع التركيز بشكل خاص على جانب الألعاب. ولتلبية احتياجات هذه الفئة من المستخدمين بدأت بالرينغو بتوفير بعض السلع الافتراضية مثل بوتات الألعاب والخدمات وباقات الرسائل المميزة. .
في مايو 2014، قامت بالرينغو بالعمل مع شركة تطوير الألعاب السويدية فري لانش ديزاين (FLD)، التي قامت سابقًا بالعمل مع شركة ديزني (بالإنجليزية: Disney)، شركة باراماونت بيكتشرز (بالإنجليزية: Paramount Pictures) وشركة مارفل (بالإنجليزية: Marvel)، وذلك بهدف دمج تقنية المراسلة الفورية في بالرينغو مع الألعاب الجماعية. وفي أيلول 2014، قامت شركة فري لانش ديزاين بتنفيذ استراتيجيتها المعتادة بدمج الألعاب وتقنية المراسلة الفورية من خلال التركيز على إضافة وظائف الألعاب الفعلية على بنية نظام الدردشة الموجود مسبقًا.
في مايو 2015، واصلت بالرينغو بالتوسع وذلك بعملها مع شركة تطوير ألعاب الدردشة الفنلندية ترايب ستوديوز (بالإنجليزية: Tribe Studios),  التي اشتهرت بحصولها على براءة اختراع لتكنولوجيا Dramagame، والتي تستخدمها لتطوير ألعاب ذات أدوار متعددة اللاعبين.

## الأعمال الخيرية
في عام 2013، أطلقت الشركة مبادرة خيرية تستهدف المستخدمين المتواجدين بمنطقة الخليج العربي خلال شهر رمضان المبارك، حيث أتاحت للمستخدمين التبرّع بنقاط بالرينغو من خلال بوت التبرّع الخاص. وصل مجموع التبرعات والمساهمات من قبل أعضاء بالرينغو مجتمعين إلى 230,000 دولار في ذلك العام، ذهبت هذه التبرعات لمساعدة منظمة «الإغاثة الإسلامية» ومنظمة «حق الخير».
في عام 2014،  أطلقت بالرينغو المبادرة الخيرية مرة أخرى تستهدف في هذه المرة جميع المستخدمين من كافة أنحاء العالم، لتذهب جميع التبرعات لمنظمة تشايلدز بلاي (بالإنجليزية: Child's Play)، وهي منظمة تهدف إلى توفير الدمى والألعاب الإلكترونية للأطفال المرضى داخل المستشفيات.
وفي رمضان من عام 2015، جمعت بالرينغو أكثر من 300,000 دولارًا من التبرعات من مستخدمي الألعاب في مجتمع بالرينغو تحت مظلة «حملة الصيد لمكافحة الجوع» باستخدام بوت الصيد، ذهب جزء من التبرعات إلى منظمة «العمل ضد الجوع» والجزء الآخر إلى منظمة «الإغاثة الإسلامية» العالمية.